# Puente Umberto I
El puente Umberto I, también conocido como Ponte Umberto, es un puente que une la Piazza di Ponte Umberto I con la Piazza dei Tribunali en Roma (Italia), entre los rioni de Ponte y Prati . 

## Descripción

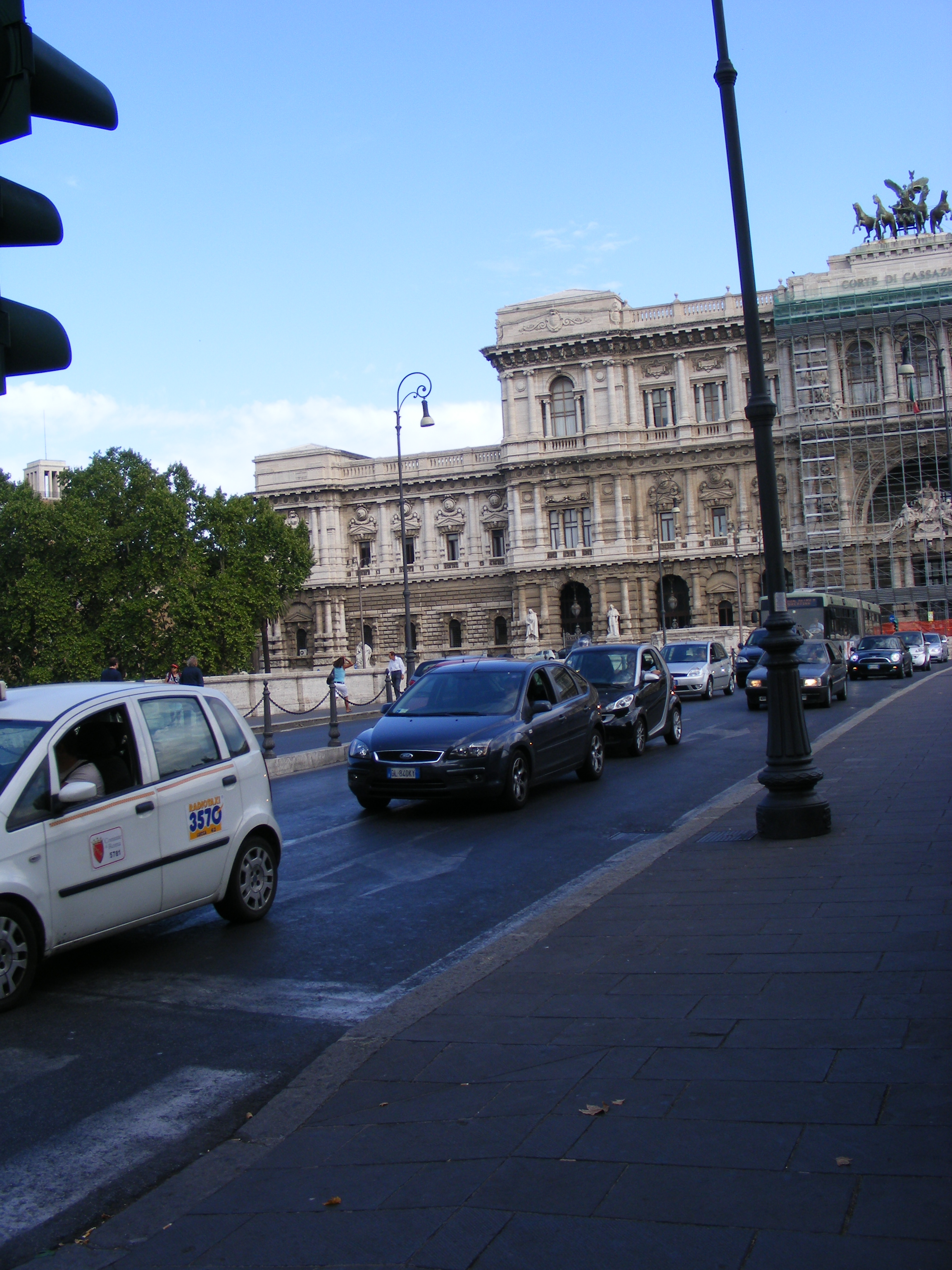
Coches a la izquierda en el puente.

El puente fue diseñado por el arquitecto Angelo Vescovali y construido entre 1885 y 1895; estaba dedicado a Humberto I, rey de Italia, quien inauguró el puente junto con su consorte Margarita de Saboya. El puente une el Palacio de Justicia (conocido popularmente como Palazzaccio) con los alrededores de Piazza Navona.
Es uno de los 5 puentes que Vescovali construyó en Roma a finales del siglo XIX. Durante siglos el río sirvió de barrera defensiva entre la piazza del Popolo y el Castel Sant'Angelo. Tras la anexión de Roma al recién creado Reino de Italia en 1870 se puso fin a los Estados Pontificios y con ello las murallas de la ciudad perdieron su utilidad. Se reformaron los muros construidos a lo largo del río para crear un nuevo cauce y unos nuevos paseos. Los puentes de Vescovali abrieron la ciudad vieja a los barrios nuevos al otro lado del Tíber.
Está formado por tres arcos de mampostería revestidos de travertino y piedra de Subiaco y mide unos 105 m de largo.
El puente lleva una calzada de 2 carriles en cada sentido. Al igual que sucede en el puente Palatino, el tráfico circula por la izquierda aunque en Italia se circula por siempre por la derecha. Para evitar colisiones, hay un tramo elevado con una valla en el centro de la carretera.